# Баракат (посёлок)
Баракат (тадж. Баракат) — посёлок в Пенджикентском районе Согдийской области Таджикистана
Административно входит в состав джамоата Суджина. Расположен вблизи реки Зеравшан.